# Souppes-sur-Loing
 Souppes-sur-Loing  es una población y comuna francesa, en la región de Isla de Francia, departamento de Sena y Marne, en el distrito de Fontainebleau y cantón de Château-Landon.

## Demografía
| 3612 | 4437 | 4351 | 4326 | 4851 | 5348 |
| Para los censos de 1962 a 1999 la población legal corresponde a la población sin duplicidades (Fuente: INSEE [Consultar]) |      |      |      |      |      |